# Jelena Gogolewa
Jelena Nikołajewna Gogolewa (ros. Еле́на Никола́евна Го́голева, ur. 25 marca?/7 kwietnia 1900 w Moskwie, zm. 15 listopada 1993 tamże) – radziecka aktorka teatralna i filmowa.

## Życiorys
Była córką oficera Nikołaja Gogolewa i aktorki Jeleny Wołżynej. Uczyła się w Szkole Muzyczno-Dramatycznej i w 1918 została aktorką Małego Teatru, debiutowała w roli Jessiki w Kupcu weneckim Szekspira. W 1922 zagrała rolę Sofii w Mądremu biada Gribojedowa, w 1932 księżniczkę Eboli w Don Carlosie Schillera, w 1936 lady Milford w Intrydze i miłości Schillera, w 1941 Nadieżdę Monachową w Barbarzyńcach Gorkiego, a w 1955 lady Makbet w Makbecie Szekspira. W 1953 wystąpiła w roli Monachowej w filmowej adaptacji Barbarzyńców Gorkiego, w 1954 w roli Mariji w filmie O tym nie wolno zapomnieć, a w 1961 w roli księżniczki Naszczokiny w Dwóch życiach. 26 października 1949 otrzymała tytuł Ludowego Artysty ZSRR. Została pochowana na Cmentarzu Wagańkowskim.

## Odznaczenia i nagrody
- Złoty Medal „Sierp i Młot” Bohatera Pracy Socjalistycznej (4 listopada 1974)
- Order Lenina (dwukrotnie - 27 października 1967 i 4 listopada 1974)
- Order Rewolucji Październikowej
- Order Czerwonego Sztandaru Pracy (trzykrotnie - 23 września 1937, 26 października 1949 i 8 sierpnia 1989)
- Order „Znak Honoru” (3 marca 1978)
- Nagroda Stalinowska (trzykrotnie - 1947, 1948 i 1949)

I medale.